# Innocent Bashungwa
Innocent Lugha Bashungwa (Karagwe, 5 de mayo de 1979) es un político tanzano. Desde el 8 de diciembre de 2024 ejerce como ministro del Interior. Anteriormente se desempeñó como ministro de Información, Cultura, Artes y Deportes, ministro de Defensa y ministro de Estado en la Oficina del Presidente (Administración Regional y Gobierno Local). Además es miembro del partido político Partido de la revolución. En 2015 fue elegido diputado del Parlamento de Tanzania en representación del valiato de Karagwe.

## Biografía

### Estudios
Innocent Bashungwa asistió a la Escuela Primaria Ahakishaka en Uhamisho de 1987 a 1990 y a la Escuela Primaria Ubungo en Kisiwani de 1991 a 1993, donde obtuvo un Certificado de Examen de Educación Primaria (CPEE). Luego asistió a la Escuela Secundaria Azania de 1994 a 1997, donde se graduó con un Certificado de Examen de Educación Secundaria (CSEE). En 1998 comenzó sus estudios universitarios en Lake Region State College (LRSC) en Devils Lake, un pequeño pueblo de Dakota del Norte, graduándose primero con un Asociado en Artes y en 2000 con una licenciatura en Artes. En 2000 comenzó a estudiar economía en St. John's University, que completó en 2002 con otra licenciatura. Fue presidente de la Asociación de Estudiantes de Tanzania en los Estados Unidos (Tanzanian Scholars Living in USA) durante sus estudios entre 2000 y 2002.

### Carrera profesional
De 2002 a 2008 trabajó como gerente de programa para Tanzania en el Instituto Mundial para el Liderazgo y la Gestión en África (WILMA). También trabajó como gerente de Relaciones con Inversores en Africa Biofuel and Emission Reduction Ltd entre 2005 y 2006. En 2008 inició estudios de posgrado en relaciones internacionales con énfasis en política económica y finanzas en la Universidad de Columbia, los cuales completó en 2010 con una maestría en Asuntos Internacionales en Política Económica y Finanzas. Durante sus estudios universitarios, fue vicepresidente de la Asociación de Estudiantes Africanos de la Universidad de Columbia. Además, trabajó en 2009 como asesor del Banco Mundial, entre 2009 y 2010 como asesor de Research for Development (R4D) en Washington y como asesor de Ciments du Rwanda (CIMERWA) en Kigali. Entre 2010 y 2011 fue consultor de Leader Creek Fisheries en Naknek (Alaska) y también fundador y director ejecutivo (CEO) de AKTZ Industries Ltd. En 2013 obtuvo un certificado en Política Petrolera y Gestión de Recursos en Noruega. Posteriormente, entre 2015 y 2018, fue fundador y director general de Extractive Industries Consultancies (EICO).
Después de su regreso a Tanzania se desempeñó como coordinador del programa de la Iniciativa de Transparencia de las Industrias Extractivas de Tanzania en el Ministerio de Energía y Minerales de 2012 a 2014.

### Carrera política
En 2015 se convirtió en miembro de la Asamblea Nacional de Tanzania, por el partido Chama Cha Mapinduzi (CCM) por primera vez y es miembro de ella desde su reelección en 2020 como representante del distrito electoral de Karagwe. Al inicio de su mandato parlamentario fue miembro de la Comisión de Energía y Minerales entre 2015 y 2018. El 10 de noviembre de 2018 fue nombrado Viceministro de Agricultura por el presidente John Magufuli. El 13 de noviembre de 2018 prestó juramento como Viceministro. En junio de 2019, Joseph Kakunda fue reemplazado por Innocent Bashungwa como ministro de Industria, Comercio e Inversiones. Pasó a ocupar este cargo durante un año antes de que se disolviera el parlamento el 16 de junio de 2020.
En el segundo gabinete de Magufuli, fue nombrado ministro de Información, Cultura, Artistas y Deportes. Tras la reorganización del gabinete de Suluhu en enero de 2022, asumió el cargo de ministro de Estado en el Despacho del Presidente y finalmente el 3 de octubre de 2022 la presidenta de Tanzania, Samia Suluhu, lo nombró ministro de Defensa y Servicio Nacional en sustitución de Stergomena Tax.